# 對偶性 (弦論)
弦論中的對偶性（duality），是指弦論中的是兩個看似不相同的理論，實際上是等價的。所謂等價，意思是即使兩個理論對實驗本身的物理描述可能完全不同，兩個理論對所有可以測量的值都有相等的預測。

弦論的對偶性：黃色箭頭為S對偶，藍色箭頭為T對偶，而IIA型弦與E型雜弦則亦可與M理論有對偶聯繫（此對偶又可稱之為U對偶）

## 概述
弦論的對偶性是其中心觀念之一。在弦論的第二次革命中發現了許多新的對偶性，它解決了弦論中許多困難的問題。除此之外，對偶性還有另一個重要的結果。過去研究弦論的人發現了五種不同的超弦理論，現在卻發現這些看似不同的弦論，其實互為對偶、擁有相同的物理性質。換句話說，我們只有一個理論，但它有五種不同的表示方法。這個唯一的理論，現在被稱為M理論。
常見的對偶性有：S對偶、T對偶、U對偶，次外尚有镜像对称性、AdS/CFT對偶等。

## 對偶性與M理論

### IIA型弦與11維的對偶性
M理論的11維真空，能用一個稱作11維時空普朗克質量mP的單一標度表現。若將11維時空中的一個空間維度，取成半徑為R的圓周，就可以將它與類型IIA的弦論聯繫起來。IIA弦論有一個無量綱的弦耦合常數gs，它由膨脹子場Φ(一種屬於類型ⅡA超引力多重態的無質量標量場)的值決定。IIA的質量 標度ms的平方，給出基本IIA弦的張力，11維與10維的ⅡA的參數之間的關係為(略去數值因子2π)ms2=RmP3，gs=Rms 。

IIA理論中經常使用的微擾分析，是將ms固定而對gs展開。從第二個關係式可見，這是關於R=0的展開，這也就是為什麼在弦微擾理論中沒有發現11維解釋的原因。半徑R是一個模(modulas)，它由帶有平坦勢的無質量標量場的值確定。若這個模取值為零，對應於ⅡA理論；若取值無窮大，則對應於11維理論。

### E型雜弦與11維的對偶性
雜弦HE與11維理論也有相似的聯繫，差別在於緊致空間不再是圓周，而是一條線段。這個緊致化會產生兩個平行的10維切面，而每一面又對應於一個E8規範群。引力場存在於塊中。從11維時空更能說明，為什麼採用E8×E8規範群才會是量子力學「反常自由」的。

### I型弦與O型雜弦的對偶性
根據諾特定理，對稱性對應於某一種物理守恆定律，電荷、色荷，以及別的守恆荷，都能看成是諾特荷。某些粒子的特性在場變形下保持不變，這樣的守恆律稱為拓撲的，其守恆荷為拓撲荷。按照傳統觀點，輕子與夸克被認作是基本粒子，而磁單極子等攜帶拓撲荷的孤立子是派生的。至於磁單極子帶諾特荷，而電子帶拓撲荷的此一猜想，被稱作蒙托南-奧利夫猜想，它給物理計算帶來了意料不到的驚喜—帶有e荷的基本粒子等價於1/e的拓撲孤子，而粒子的荷對應於它的相互作用耦合強度。夸克的耦合強度較強，因而不能用微擾論計算，但可用耦合強度較弱的對偶理論計算。

這方面的一個突破性進展，是由印度物理學家森(Ashoke Sen)取得的。他證明在超對稱理論中，必然存在既帶電荷又帶磁荷的孤立子。當這一猜測推廣到弦論後，它被稱作S對偶。S對偶是強耦合與弱耦合之間的對偶性，由於耦合強度對應於膨脹子場Φ的值。O型雜弦與I型弦可通過各自的膨脹子場聯繫起來，即Φ(I)＋Φ(HO)=0。弱HO耦合對應Φ(HO)=-∞，而強HO耦合對應Φ(HO)=＋∞。可見，雜弦是I型弦的非微擾激發態。這樣，S對偶性便解釋了一個長期令人疑惑的問題：HO弦與I型弦,有著相同的超荷和規範群SO(32)，卻有著非常不同的性質。

### IIA型弦與IIB型弦的對偶性
在弦論中，還存在著一種在大小緊致體積之間的對偶性，稱作T對偶。舉例來說，IIA型弦理論在某一半徑為RA的圓周上緊致化和IIB型弦理論在另一半徑為RB的圓周上緊致化，兩者是等價的，且有關係RB=(ms2RA)-1。於是，當模RA從無窮大變到零時，RB從零變到無窮大，這給出IIA和IIB之間的聯繫。兩種弦間的聯繫，雖有技術細節的不同，本質卻是一樣的。

弦論還有一個定向反轉的對稱性，如將定向弦進行投影，將會得到兩種不同的結果：扭曲的非定向開弦和不扭曲的非定向閉弦。這就是IIB型弦和I型弦之間的聯繫。在M理論的語言中，這一結果可視開弦為D膜的衍生物。

## 膜的對偶性
有質量的向量粒子有3個極化態，而無質量的光子只有2個極化態，且無質量態可以看作是有質量態的臨界狀態。在4維時空的龐加萊對稱中，用小群表示（短表示）描述光子態，這一代數結構可以推廣到11維超對稱理論。臨界質量也會在M理論中重現。由諾特定理，即能量和動量守恆是時空平移對稱性的推論，可得出超荷的反對易子是能量和動量的線性組合，這是超引力的代數基礎。然而，兩個不同超對稱荷的反對易子，卻可生成新的荷。這個荷稱作中心荷 Q。對於帶有中心荷的超代數也有一個短表示，它將與M理論的非微擾結構密切相關。

對於帶有中心荷的粒子態，代數結構蘊涵著物理關係 m≧|Q|，即質量將大於中心荷的絕對值。若粒子態是短表示的話，該關係取臨界情形m=|Q|,通常稱為BPS態。這一性質的最初形式是前蘇聯學者博戈莫•爾內(E.B.Bogomol'nyi)、美國學者普拉薩德(M.K.Prasad)和薩默菲爾德(C.M.Sommerfield)在研究規範場論中的磁單極子時發現的。如果將BPS態概念應用到p膜，這時中心荷用一個p秩張量來描述，BPS條件化作p膜的單位體積質量等於荷密度。處於BPS態的p膜將是一個保留某種 超對稱性的低能有效理論的解。第二型弦理論與11維超引力都含有兩類BPS態p膜，一類稱為電性，另一類稱為磁性，它們都保留了一半的超對稱性。

在10維弦論中，據弦張力Tp與弦耦合常數gs的依賴關係，P膜可分成三類——當Tp獨立於gs，且與弦質量參數的關係為 Tp∽(ms)p＋1，則稱膜為基本p膜；這種情形僅發生在p=1時，故又稱它為基本弦；這又是在弱耦合下僅有的解，故它又是僅可使用微擾的弦。當弦張力 Tp∽(ms)p＋1/gs2，則稱為孤子p膜；事實上這僅發生在p=5時，它是基本弦的磁對偶，記作 NS5膜。當 Tp∽(ms)p＋1 /gs，則稱為狄利克雷p膜，記作Dp膜，其性質介於基本弦和孤立子之間。通過磁對偶性，Dp膜將與Dp′膜聯繫起來，其中p＋p′=6。

在11維時空中，存在兩類p膜：一類是曾被命名為超膜的M2膜，另一類稱為M5膜的5維膜，它們互有電磁對偶性。11維理論僅有一個特徵參數mP，它與弦張力Tp的關係為 Tp∽(mP)p＋1。將11維理論通過其中1維空間作圓周緊致化,能導出IIA型弦論。此外，p膜在這個緊致化過程中將做出什麼變化呢，其空間維數可以佔據或不佔據緊致維。倘若佔據，M2膜將捲曲成基本弦, M5膜捲曲成D4膜；倘若不佔據，M2膜化作D4膜，M5膜化作NS5膜。